# Jared Martin
Pour les articles homonymes, voir Martin.
Jared Martin, né le 21 décembre 1941 à Manhattan et mort le 24 mai 2017 à Philadelphie, est un acteur américain.
Il a joué dans de nombreux téléfilms et séries ainsi que dans la série Dallas.

## Biographie
Jared Martin fait ses études à l'université Columbia où il est le colocataire et le meilleur ami du futur cinéaste Brian De Palma. Il joue dans son deuxième court-métrage,  660124: The Story of an IBM Card en 1961 ainsi que dans deux de ses premiers longs métrages, The Wedding Party et Murder à la mod. The Wedding Party s'inspire d'ailleurs directement du mariage de Jared Martin où De Palma et l'acteur William Finley étaient garçons d'honneur.
Il joue ensuite dans de nombreux films et séries télévisées, dont notamment Le Voyage extraordinaire où il tient le rôle principal et dans la série Dallas.
Il est professeur d'art dramatique à l'université des Arts de Philadelphie.

## Filmographie

### Cinéma
- 1961 : 660124: The Story of an IBM Card (court métrage) de Brian De Palma
- 1968 : Meurtre à la mode (Murder à la mod) de Brian De Palma : Chris
- 1969 : The Wedding Party de Brian De Palma : un invité
- 1971 : Mississippi Summer
- 1972 : Lapin 360
- 1973 : Mondwest : un technicien
- 1974 : Men of the Dragon : Jan Kimbro
- 1974 : The Second Coming of Suzanne : le réalisateur
- 1980 : The Kids Who Knew Too Much : Nelson Dunning
- 1980 : Willow B: Women in Prison : Dave Tyree
- 1980 : M Station: Hawaii : Dana Ryan
- 1983 : Lady Revanche : George Ballantine
- 1983 : A Rose for Emily : Homer Barron
- 1984 : Hydra, le monstre des profondeurs : premier officier Lemaris
- 1984 : 2072, les mercenaires du futur : Drake
- 1986 : Quiet Cool : Mike Prior
- 1987 : Il ragazzo dal kimono d'oro de Fabrizio De Angelis
- 1987 : Aenigma : le docteur Robert Anderson
- 1994 : Jumeaux jumeaux (Twin Sitters) de John Paragon : Frank Hillhurst

### Télévision
- 1970 : The Silent Force : Neil Becker
- 1970 : The Partridge Family : un ingénieur
- 1970 : The Bold Ones: The Lawyers : Pete Calender
- 1971 : Dan August : Julian Rush
- 1971 : Night Gallery : Tony Bolt / David Blessington
- 1972 : Médecins d'aujourd'hui : Jason
- 1972 : Cannon : Joe Asher
- 1972 - 1975 : The Rookies : Buzz / John Jordan / Tom Kelch / Slavens
- 1973 : Columbo : Harry Alexander
- 1973 : Griff : Rick Rayburn
- 1973 : Toma : Lenny Phillips
- 1973 : Shaft : Victor Perrine
- 1974 : Get Christie Love! : George Lomax
- 1974 : Nakia : Atterbury
- 1975 : Switch : Todd
- 1977 : L'Âge de cristal : Docteur Paulson
- 1977 : Le Voyage extraordinaire : Varian
- 1978 : L'Homme qui valait trois milliards : Torg
- 1978 : The American Girls : Rôle sans nom
- 1978 : Project U.F.O. : Jon Robinson
- 1978 : La Famille des collines : Derek Pembroke
- 1979 : La Conquête de l'Ouest : Frank Grayson
- 1979 : Wonder Woman : David / Leon Gurney
- 1979 : Big Shamus, Little Shamus : Vic Harrison
- 1979 : CHiPs : Bright
- 1979 - 1991 : Dallas : Steven Farlow
- 1980 : L'Incroyable Hulk : Jack Stewart
- 1981 : Aloha Paradise : Chris
- 1981 : Pour l'amour du risque : Docteur Kellin
- 1982 : Jake Cutter : Ted Harrison
- 1982 : La croisière s'amuse : Paul Reese
- 1983 : L'Île fantastique : : Docteur Christopher
- 1983 : A Rose for Emily (TV), de Lyndon Chubbuck (court-métrage)  : Homer Barron
- 1984 : Les deux font la paire : Alan Squires
- 1984 : K 2000 : David Halston
- 1984 : Arabesque : Spencer Langley
- 1985 : Supercopter : Graydon
- 1985 : Hôtel : Jay Falconer
- 1985 : Finder of Lost Loves (en) : Evan Selman
- 1985 : La croisière s'amuse : Jim Tipton
- 1986 : Magnum : Arthur Houston
- 1986 : Arabesque : Arthur Houston
- 1986 : Hôtel : Breed Ashlander
- 1987 : Mike Hammer : Ray Novak
- 1987 : Rick Hunter : Ringerman
- 1987-1988 : On ne vit qu'une fois : Docteur Donald Lamarr
- 1988-1990 : War of the Worlds : Dr Harrison Blackwood
- 1993 : Les Dessous de Palm Beach : Garth Carlson
- 1993 : La Loi de Los Angeles : Procureur Fein